# Lars-Gunnar Lindgren
Lars-Gunnar "Lasse-Gunnar" Lindgren, född 23 maj 1954, är en svensk tidigare fotbollsspelare (mittback) och handbollsspelare. Han spelade totalt 254 A-lagsmatcher med BK Häcken och var med när klubben debuterade i Allsvenskan 1983. Som handbollsspelare representerade han bland annat Tolereds AIK och IFK Malmö. Han spelade också nio landskamper för Sveriges juniorlandslag i handboll, 1971–1973. Han har också varit tränare i Bjurslätts IF.